# Confucius granulatus
Confucius granulatus is een halfvleugelig insect uit de familie van de dwergcicaden (Cicadellidae).
De wetenschappelijke naam is voor het eerst geldig gepubliceerd in 1907 door William Lucas Distant, tegelijk met de naam van het geslacht Confucius.
De soort werd aangetroffen in Hong Kong (China).